# Irvine Gaze
Irvine Gaze (fl. XX secolo) è stato un esploratore australiano.
Ha partecipato alla spedizione Endurance in Antartide nel gruppo del mare di Ross.
Durante la spedizione Endurance una tempesta rompe gli ormeggi dell'Aurora lasciando Gaze con altri nove compagni isolati sul continente Antartico. Decisi comunque a portare a termine la loro missione di costruire alcuni depositi di provviste per Ernest Shackleton che credevano in arrivo dall'altro lato del continente, tre esploratori trovano la morte sul continente.